# 815 Coppelia
815 Coppelia este un asteroid din centura principală, descoperit pe 2 februarie 1916, de Max Wolf.